# Polyptychus hollandi
Polyptychus hollandi är en fjärilsart som beskrevs av Rothschild och Jordan 1903. Polyptychus hollandi ingår i släktet Polyptychus och familjen svärmare. Inga underarter finns listade i Catalogue of Life.